# Eureka Inn
De Eureka Inn is een Amerikaans hotel in Tudor Revival-architectuur. Het hotel ligt in Eureka in de staat Californië en werd in 1922 geopend. De Eureka Inn werd in 1982 op het National Register of Historic Places geplaatst. Om zowel architecturale als culturele redenen is de Eureka Inn een van de belangrijkste gebouwen aan Californië's North Coast.
Het hotel heeft vier verdiepingen en telt 104 kamers. Na zes jaar gesloten te zijn, heropende het hotel in mei 2010. De bekende bar van de Eureka Inn, The Palm Lounge, opende voor het eerst terug in februari 2011 als de Redwood Lounge. Oorspronkelijk waren er drie restaurants, twee bars, twee sauna's, een spa en negen vergaderruimtes.